# Ireneusz (Susemihl)
Ireneusz, imię świeckie Igor Władimirowicz Susemihl/Zuzemil (ur. 11 lipca 1919 w Czernihowie, zm. 26 lipca 1999 w Monachium) – biskup Rosyjskiego Kościoła Prawosławnego.

## Życiorys
W wieku sześciu lat razem z rodzicami wyjechał do Niemiec. Dzieciństwo i wczesną młodość spędził w Berlinie, gdzie ukończył studia medyczne. Ukończył również organizowane przez Rosyjski Kościół Prawosławny poza granicami Rosji kursy przygotowujące do przyjęcia sakramentu kapłaństwa. 6 grudnia 1942 został wyświęcony na diakona, zaś 5 października 1947 przyjął z rąk metropolity berlińskiego i niemieckiego Serafina święcenia kapłańskie. Do 1949 był jego osobistym sekretarzem. Następnie wyjechał do Melbourne, gdzie służył w parafii Kościoła zagranicznego. W 1957 przeszedł w jurysdykcję Rosyjskiego Kościoła Prawosławnego. W 1957 został proboszczem parafii św. Marii Magdaleny w Hadze, następnie zaś od 1960 kierował w tym samym charakterze parafią Podwyższenia Krzyża Pańskiego w Monachium. Uczestniczył w ruchu chrześcijan na rzecz pokoju.
23 stycznia 1966 w Ławrze Troicko-Siergijewskiej złożył wieczyste śluby mnisze z imieniem Ireneusz przed przełożonym klasztoru, archimandrytą Platonem. 29 stycznia 1966 otrzymał godność archimandryty. Dzień później w Łarze miała miejsce jego chirotonia na biskupa Niemiec Zachodnich. W charakterze konsekratorów wystąpili patriarcha moskiewski i całej Rusi Aleksy I, metropolici kruticki i kołomieński Pimen, suroski Antoni, arcybiskupi talliński i estoński Aleksego II, berliński i środkowoeuropejski Cyprian, miński i białoruski Antoni, biskupi dmitrowski Filaret, wołokołamski Pitirim, syzrański Jan oraz zarajski Juwenaliusz. Od 24 lutego 1971 był biskupem badeńskim i bawarskim. W 1972 otrzymał godność arcybiskupią. W 1975 przeniesiony na katedrę wiedeńską i austriacką.
Uczestnik dialogu ekumenicznego, w szczególności między Rosyjskim Kościołem Prawosławnym a Kościołem Ewangelickim w Niemczech. Działał w Światowej Radzie Kościołów oraz w kolejnych kongresach chrześcijańskich organizacji pokojowych. W 1986 otrzymał godność metropolity.
W 1994 został aresztowany w RFN pod zarzutem szpiegostwa, ostatecznie został zwolniony. Zmarł w 1999.